# Curimata mivartii
Curimata mivartii är en fiskart som först beskrevs av Steindachner, 1878.  Curimata mivartii ingår i släktet Curimata och familjen Curimatidae. IUCN kategoriserar arten globalt som sårbar. Inga underarter finns listade i Catalogue of Life.